# Nakkna
Nakkna är ett svenskt modemärke baserat i Stockholm, Sverige. 
Märket grundades 2003 och är känt för sina avantgardemönster där komplexa konstruktioner och draperingar manifesteras i rena former utan onödig utsmyckning. Nakkna säljs i modebutiker i Europa och i vissa städer i Asien och USA. Nakkna drivs av formgivarna Camilla Sundin, Claes Berkes och Ella Soccorsi, som alla träffades på Beckmans School of Design i Stockholm, varifrån de tog examen från 2001 inom modedesign.

## Priser
- Årets designer av Nöjesguiden (2004)[2]
- Hero Award av Dagens Nyheter (2004)[3]
- Elle Magazine Best Newcomer Award (2003)[4]